# Gordon Michael Woolvett
Gordon Michael Woolvett (12 de junio de 1970) es un actor canadiense nacido en Hamilton, Ontario, Canadá. Es más conocido por interpretar a Seamus Zelasny Harper en la serie Andrómeda. Además es el hermano menor del actor Jaimz Woolvett.

## Vida personal
A la edad de ocho años, para no meterse en problemas durante el verano se convirtió en parte de una escuela de verano. Entusiasmado con el tiempo que pasó, decide al comienzo del año siguiente a interesarse en la industria del entretenimiento, en particular a la Actuación.
Además de eso también estudió Danza.
Se ha dicho a menudo que le gustaría ser una estrella de rock, porque además de actuar también tenía ambiciones en musicales. Finalmente optó por continuar con la actuación gracias a las numerosas peticiones como actor en películas.
Está casado con Michele Morand (actriz canadiense que participó en la serie Andrómeda) desde comienzo del año 2000 y juntos tuvieron el 31 de julio de 2001 un hijo llamado Rogan. Luego tuvieron una hija llamada Verónica Michele el 25 de junio de 2005.

## Carrera como actor
En los años 90 Woolvett fue presentador del programa de la cadena YTVs en el programa llamado Video and Arcade Top 10 en el que se promocionaba durante media hora semanal los videojuegos de las consolas Nintendo.
Posteriormente se dedicó a presentar otros programas para esta misma cadena.
Se le conoce a nivel mundial por su participación en la serie de televisión Andrómeda interpretando al personaje de Seamus Zelazny Harper. Además ha escrito episodios de esta serie como "Vault of the heavens" (III.17) y "Abridging the Devil's Divide" (IV.17).
También participó en la serie de ciencia ficción Deepwater Black.

## Filmografía

### Cine
| Año  | Película                  | Personaje          | Observaciones |
| ---- | ------------------------- | ------------------ | ------------- |
| 2006 | Everyng Gone Green        | Spike              |               |
| 2000 | El séptimo portal         | Peter Littlecloud  | (Voz)         |
| 1999 | The Highwayman            | Walter             |               |
| 1999 | Último engaño             | Andy McThomas      |               |
| 1998 | La novia de Chucky        | David Collins      |               |
| 1998 | Clutch                    | Spit               |               |
| 1998 | Shadow Builder            | Larry Eggers       |               |
| 1997 | Deepwater Black           |                    |               |
| 1997 | Bordertown Cafe           | Jimmy              |               |
| 1996 | Sliders                   | Juez               |               |
| 1996 | The Legend of Gator Face  | Chip               |               |
| 1995 | Rude                      | Ricky              |               |
| 1995 | Operación Canadá          | Male Candy Striper | No acreditado |
| 1994 | El señor de las tinieblas |                    |               |
| 1989 | El viaje a casa           |                    |               |
| 1985 | Ir a la guerra            | Teddy              |               |
| 1985 | Joshua Then and Now       | Teddy Shapiro      |               |

### Televisión
| Año       | Título                                  | Papel                 | Notas       |
| --------- | --------------------------------------- | --------------------- | ----------- |
| 2011      | Sobrenatural                            | Alguacil              | 1 episodio  |
| 2008-2009 | La guardia                              | Barry Winter          |             |
| 2007      | Blood Ties                              | Steve Jeffries        | 1 episodio  |
| 2007      | Secrets of an Undercover Wife           | Clayton               |             |
| 2006      | Fracture                                |                       | Productor   |
| 2003      | Shattered City: The Halifax Explosión   | Sargento Sam Barlow   |             |
| 2003      | The Twilight Zone                       | Gordon                | 1 episodio  |
| 2000-2005 | Andrómeda                               | Seamus Zelasny Harper |             |
| 1998      | Hielo                                   | Soldado               |             |
| 1998      | Mi cita con la hija del presidente      | Clyde                 |             |
| 1998      | Mind Games                              | Víctima               |             |
| 1998      | Psi factor: Crónicas de lo paranormal   | Gary                  | 2 episodios |
| 1997      | Misión Genesis                          | Reb                   |             |
| 1997      | The X-Files                             | Jules                 | 1 episodio  |
| 1995      | La isla misteriosa                      | Herbert Pencroft      |             |
| 1994      | Kung Fu: The Legend Continues           |                       | 1 episodio  |
| 1993      | X-Rated                                 | Tony Foster           |             |
| 1993      | Manic                                   |                       |             |
| 1993      | Fotos de la familia                     | Soletski              |             |
| 1990      | Los Campbells                           | Henry Clay            | 1 episodio  |
| 1988-1989 | Learning the Ropes                      | Brad                  |             |
| 1988      | Mi doble identidad                      |                       | 1 episodio  |
| 1987      | Airwaves                                | Greg                  | 2 episodios |
| 1987      | Capitán Power y los soldados del futuro | Mitch                 |             |
| 1986      | 9B                                      | Él mismo              |             |
| 1986      | Acto de venganza                        | Bobby                 |             |
| 1985      | Joshua Then and Now                     | Teddy Shapiro         |             |
| 1984      | The Edison Twins                        | Dave                  | 1 episodio  |

### Videojuegos
| Año  | Videojuego            | Papel           | Notas         |
| ---- | --------------------- | --------------- | ------------- |
| 2001 | Aliens vs. Predator 2 | Voces de aliens | No acreditado |